# Julien Ingrassia
Julien Ingrassia, né le 26 novembre 1979 à Aix-en-Provence en Provence-Alpes-Côte d'Azur, est un copilote de rallye français. Associé à Sébastien Ogier, il devient champion du monde en tant que copilote en 2013, 2014, 2015 et 2016 avec l'équipe Volkswagen Motorsport, en 2017 et 2018 avec l'équipe M-Sport, puis en 2020 et 2021 avec Toyota Gazoo Racing.

## Biographie

### Parcours scolaire
2002 - Diplôme de responsable en commercialisation agroalimentaire délivré par l'ISEMA, promotion 13C, une école de commerce et de mercatique située à Avignon.

### Parcours professionnel (résumé)
- 2004-2005 : Attaché commercial pour la société Coca-Cola
- 2006 : Attaché commercial pour la société Materne.
- 2007 : Commercial en véhicules neufs en concession Citroën.
- 2006 à 2021 : Copilote de rallye.
- À partir de 2023 : Consultant sur Canal+

## Carrière en rallye

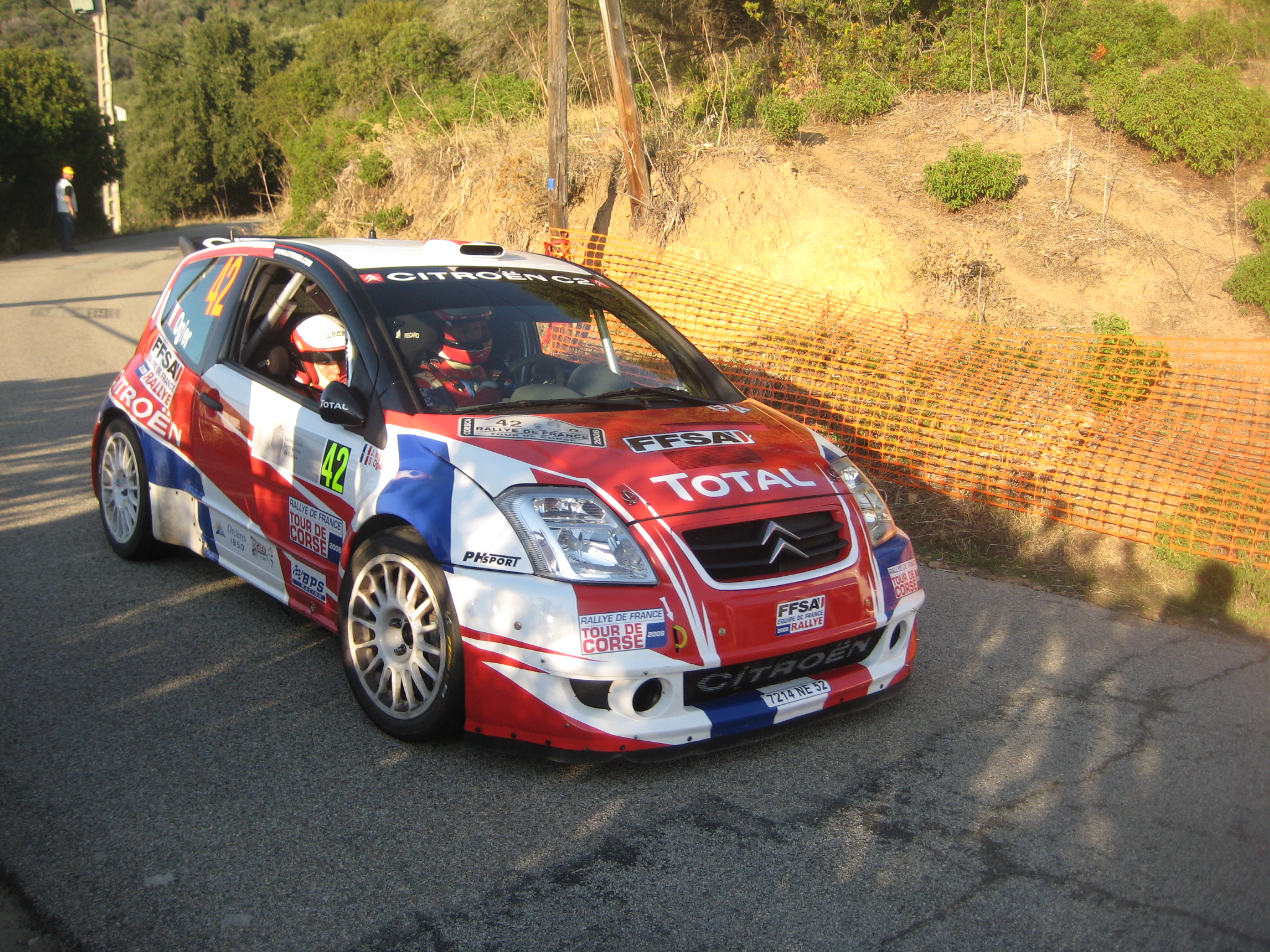
Julien Ingrassia et Sébastien Ogier au Tour de Corse 2008

Julien Ingrassia fait ses débuts en rallye en 2002 lors du Critérium des Cévennes. Durant plusieurs années, il multiplie les expériences en rallyes régionaux, puis en disputant une première formule de promotion, la Coupe Peugeot 206, en 2004.

### Avec l'équipe FFSA
Fin 2005, il assiste à la sélection Rallye Jeunes organisée par la FFSA et découvre Sébastien Ogier, qui la remporte. Lors de la saison 2006, ils s'associent dans l’équipe Rallye Jeunes FFSA et signent leurs premières victoires en Coupe Peugeot 206. Ensemble, ils font leurs gammes sur les rallyes régionaux et nationaux qu'ils disputent, puis font très rapidement leur arrivée sur la scène internationale.
 2008 : champion du monde J-WRC 
En 2008, Julien Ingrassia accède au niveau mondial en participant au championnat du monde des rallyes junior, au sein de l'équipe de France FFSA. Vainqueur de trois des six rallyes de la saison, il remporte avec Sébastien Ogier le titre de champion du monde des rallyes JWRC. L'équipage s'impose comme la relève française et ne reste qu'une saison en JWRC avant de gravir l'échelon menant au WRC.

### Avec Citroën (2009-2011)

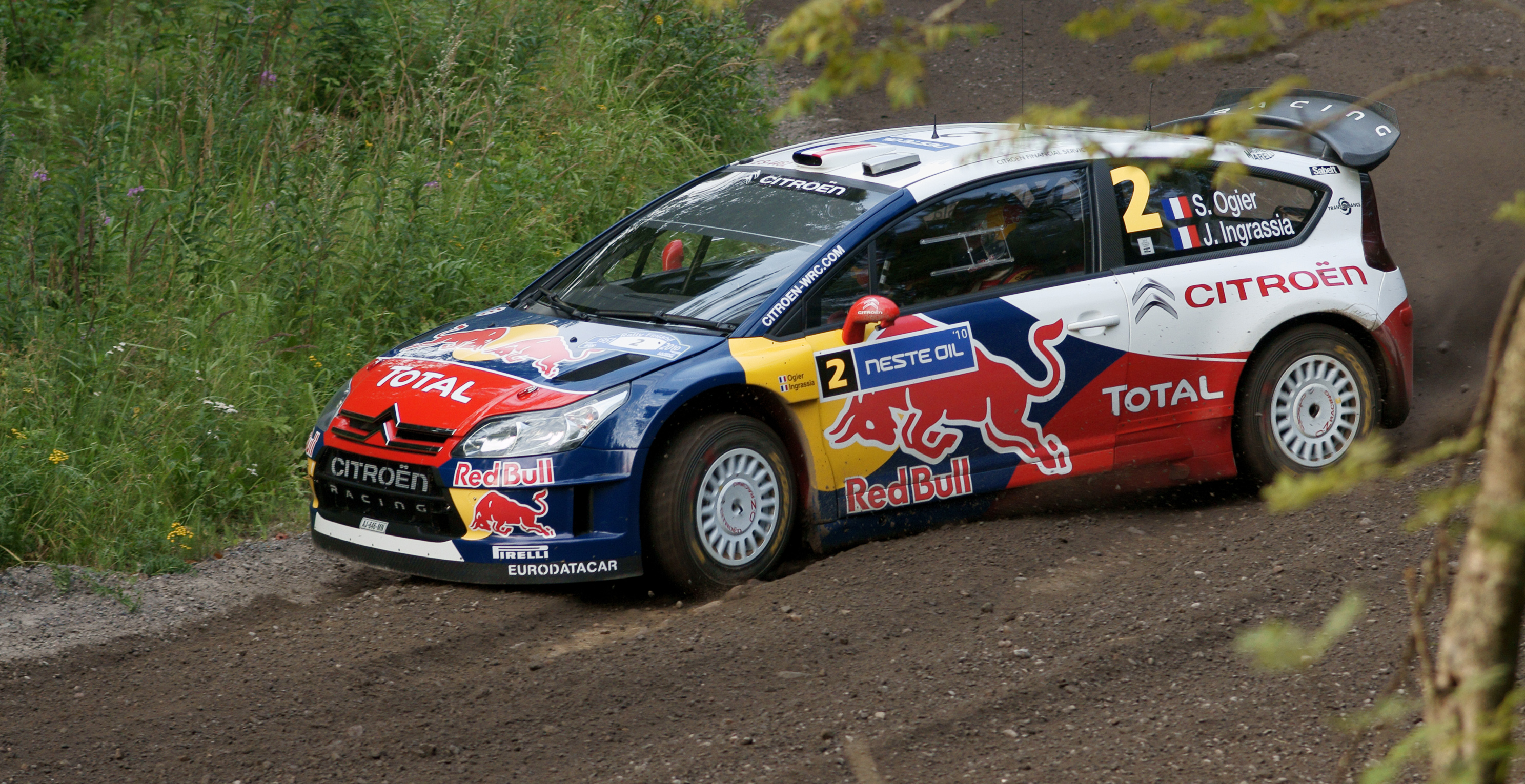
Julien Ingrassia et Sébastien Ogier au rallye de Finlande 2010

En 2009, Julien Ingrassia intègre le Citroën Junior Team et signe un premier podium, au Rallye de l'Acropole. La saison suivante, il remporte son premier rallye mondial au Portugal. La spirale positive est lancée : à partir du Rallye de Finlande, il intègre le Citroën Total World Rally Team, équipe officielle du constructeur français, pour les dernières épreuves sur terre de la saison 2010. C'est au sein de l'équipe officielle qu'il s'impose pour la deuxième fois de la saison, au Japon, sur un rallye que l'équipage ne connaissait pourtant pas.
En compagnie de Sébastien Ogier, il lui a suffi de deux saisons en catégorie WRC pour intégrer l'élite mondiale du rallye, et ce malgré une arrivée tardive dans le monde du sport automobile.
Lors de la saison 2011, l'équipage Ogier/Ingrassia est titularisé au sein de l'équipe officielle Citroën. Ils gagneront autant de victoires que leurs coéquipiers Loeb/Elena (5), malgré des consignes d'équipes clairement affichées en faveur de Loeb sur les cinq dernières manches de la saison. Au terme d'une saison tendue, Citroën décidera de se séparer du jeune duo.

### Les titres avec Volkswagen (2012-2016)

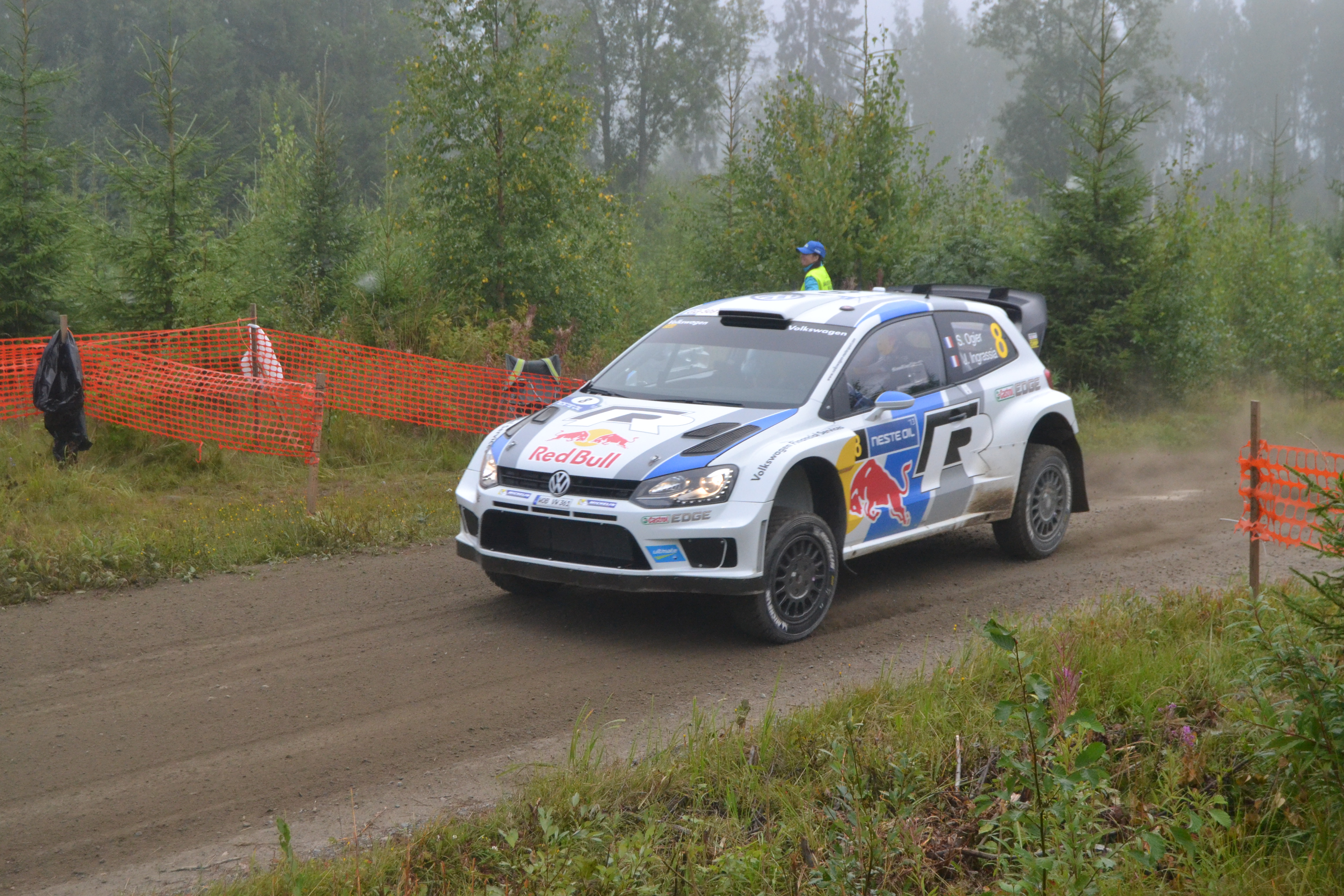
Julien Ingrassia au Rallye de Finlande 2013

Pour les saisons 2012 à 2014, Julien et Sébastien se lient à Volkswagen Motorsport. Après leur éviction de la marque aux Chevrons, ils ont dû faire un choix entre Ford et le constructeur allemand : les très grosses incertitudes concernant l'avenir et les conditions de compétition chez Ford, et la proposition d'un énorme challenge chez Volkswagen (faire l'impasse sur le championnat WRC 2012 afin de développer entièrement la nouvelle Polo R WRC) ont été les éléments déterminants dans leur choix.
Ils vivent une année 2012 particulièrement chargée, puisqu'ils disputent la quasi-totalité de la saison mondiale au volant d'une Skoda Fabia S2000 tout en développant la Polo R WRC. Celle-ci est fin prête à la fin de l'année et elle accueille son équipage phare dès le Rallye Monte-Carlo 2013. Première spéciale et première victoire ! Après un podium en Principauté, Ogier et Ingrassia remportent le Rallye de Suède, un exploit compte tenu de l'hégémonie des Nordiques sur leur terrain, et s'imposent comme les leaders de la saison.
Rallye après rallye, l'équipage français assoie sa domination au gré des victoires : ils en totaliseront 9, ainsi que 111 temps scratches et pas moins de 290 points, un record en WRC ! Leur premier titre de champions du monde est assuré dès la première spéciale du Rallye de France, celui de Volkswagen intervient lors de la manche suivante, en Catalogne.
En 2014, les champions du monde en titre entament idéalement la défense de leur statut en remportant le Rallye Monte-Carlo. Après avoir inscrit leur nom au palmarès de ce prestigieux rallye lorsqu'il faisait partie du calendrier IRC en 2009, c'est la première fois qu'ils accrochent ce succès en catégorie WRC.

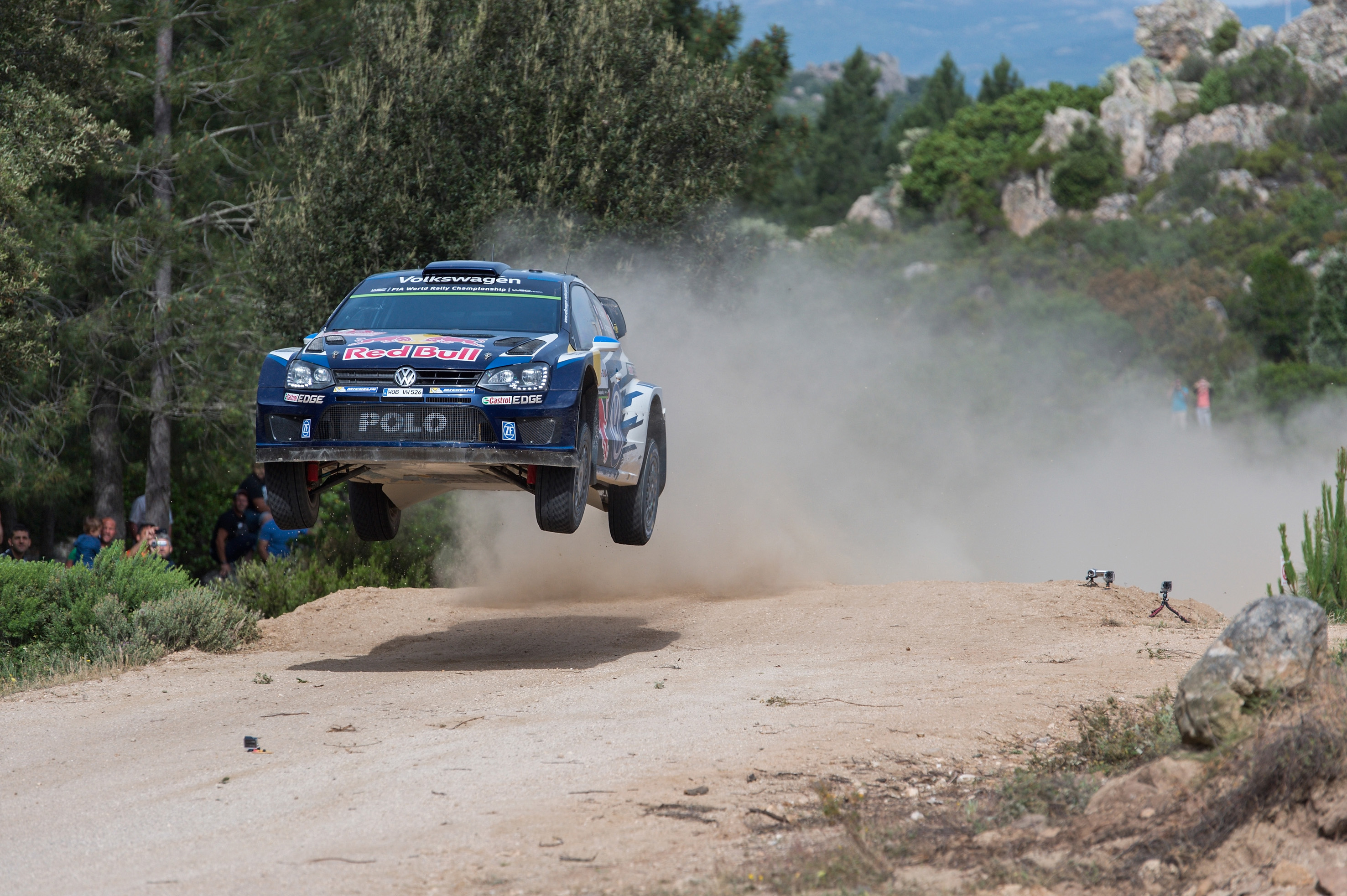
Sébastien Ogier et Julien Ingrassia durant le Rallye de Sardaigne 2015.

Également victorieux au Mexique, au Portugal, en Sardaigne, en Pologne, en Australie, en Catalogne et au Pays de Galles, Julien Ingrassia et Sébastien Ogier remportent leur deuxième titre respectif dès l'avant-dernière manche de la saison. Ingrassia devient le premier copilote français à coiffer deux couronnes en WRC. Avec un total de 24 victoires acquises en cinq saisons, il est le troisième copilote ayant connu le plus grand nombre de succès en WRC (à égalité avec Luís Moya, qui a pris sa retraite en 2002), derrière Timo Rautiainen (30) et Daniel Elena (78).
Resté chez Volkswagen aux côtés de Sébastien Ogier, Julien Ingrassia est à nouveau titré en 2015, la confirmation arrivant cette fois dès le Rallye d'Australie, dixième manche de la saison. Huit victoires de rallyes et neuf de Power Stages permettent au duo français de confirmer une domination écrasante sur le WRC, et ce alors qu'un nouveau règlement impose au leader du championnat la difficulté d'ouvrir la route durant les deux premières étapes de chaque rallye.
En dépit du fait que le règlement est inchangé en 2016, Julien Ingrassia et Sébastien Ogier réalisent la passe de quatre en étant couronnés avec à leur palmarès six nouvelles victoires. Sacrés en Espagne, ils poursuivent en fêtant le titre constructeurs de Volkswagen au Pays de Galles, avant l'annonce surprise du retrait du constructeur allemand alors que se profile la dernière manche de la saison, en Australie.

### Nouveau challenge gagnant chez M-Sport (2017-2018)

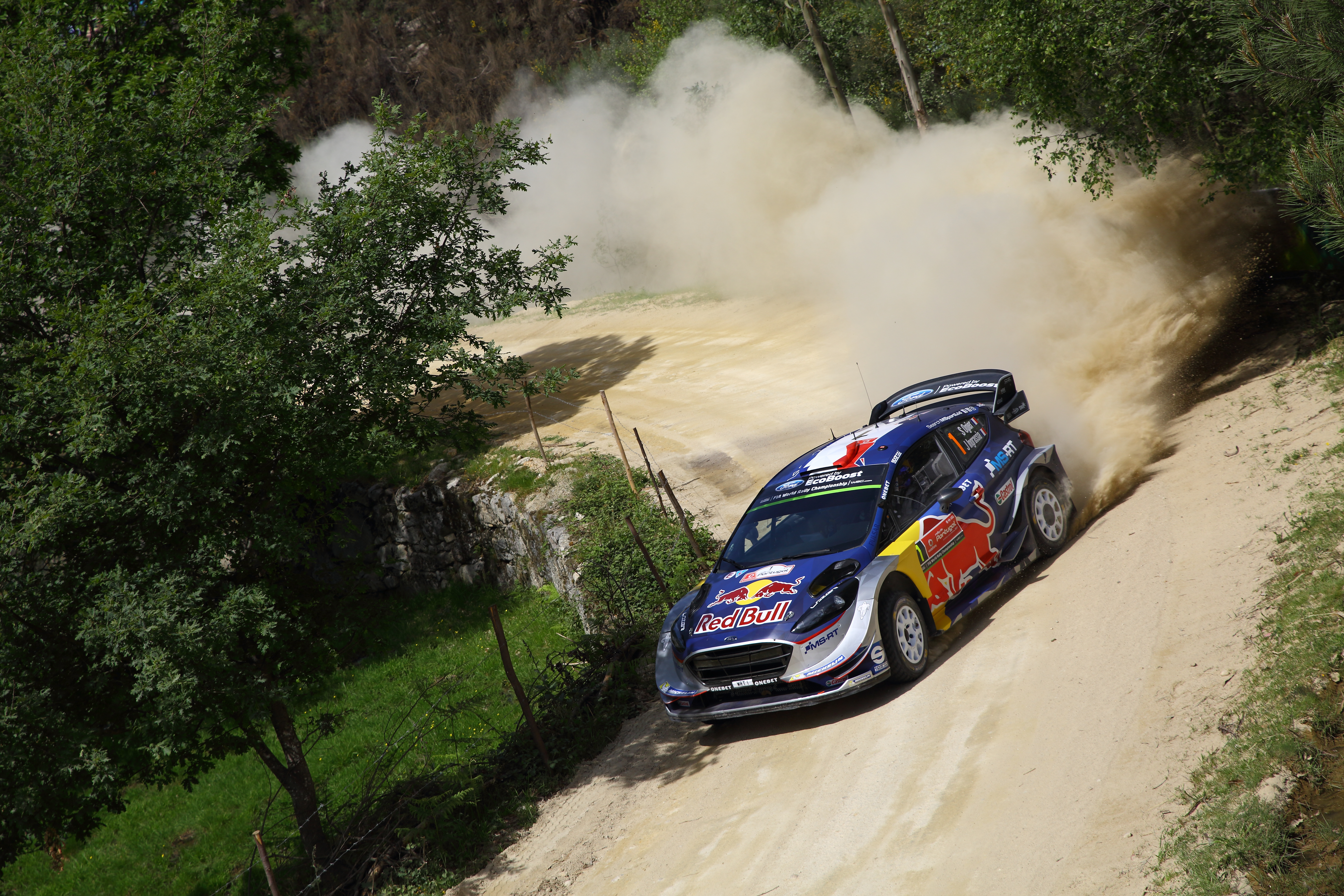
Ogier et Ingrassia au Portugal.

Un mois plus tard, les champions du monde sont annoncés chez M-Sport pour la saison 2017. Ils entament ce nouveau challenge avec une victoire, sur le Rallye Monte-Carlo, avant d'entretenir la place de leaders du championnat grâce à neuf podiums et une autre victoire au Portugal. Opposés à Thierry Neuville et Ott Tänak, ils remportent le titre lors de l'avant-dernier rallye de la saison, en Grande-Bretagne, et deviennent quintuples champions du monde.
Le duo reste chez M-Sport pour continuer son aventure lors de la saison 2018. Comme les années précédentes, Sébastien Ogier et Julien Ingrassia débutent par une victoire au Rallye Monte-Carlo. C'est la sixième victoire de l'équipage dans ce rallye et la cinquième d'affilée, ce qui constitue un record. Ils renouent avec la victoire au Rallye du Mexique puis enchaînent avec un troisième succès, cette fois au Tour de Corse. La suite de la saison est moins heureuse, tant et si bien qu'ils sont derrière Thierry Neuville et Ott Tänak au classement avant l'antépénultième épreuve de la saison, à savoir le Rallye de Grande-Bretagne. Mais Sébastien Ogier et Julien Ingrassia s'adjugent le rallye, reprennent la tête du championnat lors de l'épreuve suivante puis la conservent lors du Rallye d'Australie. Les français obtiennent ainsi leur sixième titre de champions du monde.

### Retour chez Citroën (2019)

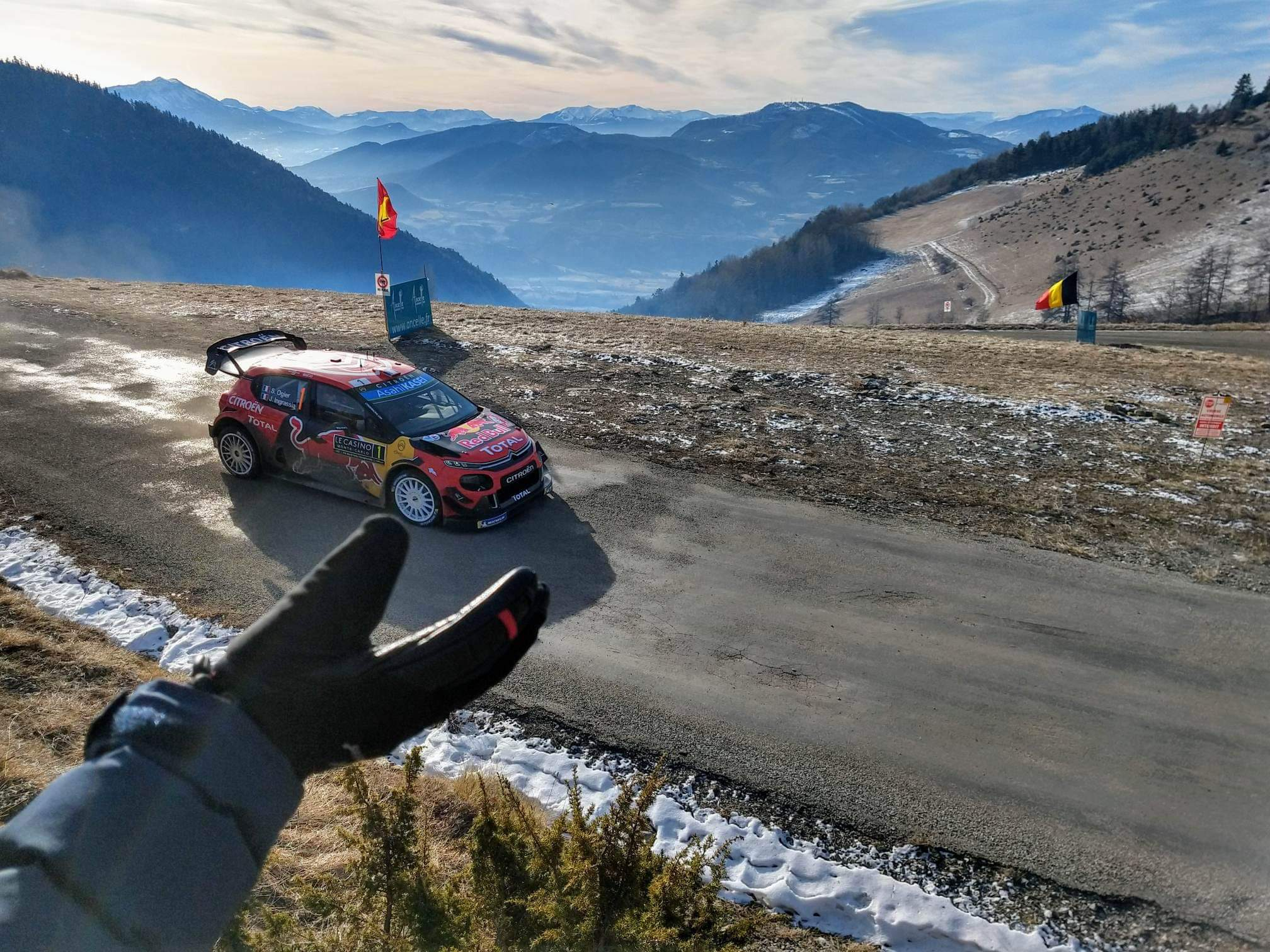
L'équipage durant son Rallye Monte-Carlo victorieux.

Fin 2018, Citroën Racing annonce le retour de Sébastien Ogier et Julien Ingrassia dans ses rangs à compter de la saison 2019, sept ans après la fin de leur collaboration.
Le duo commence la saison pour la sixième fois consécutive par une victoire au Rallye Monte-Carlo, leur septième dans l'épreuve. Elle a été acquise au terme d'un duel intense avec Thierry Neuville et Nicolas Gilsoul, l’écart à l'arrivée n'étant que de 2,2 s, le plus faible de l'histoire de l’épreuve. S'ensuit un Rallye de Suède plus compliqué, puis le duo réalise un carton plein au Mexique, premier rallye terre de la saison, en remportant la victoire et en signant le scratch dans la Power Stage.
Malgré une nouvelle victoire en Turquie, cette saison avec la C3 WRC est faite de hauts et de bas et les Français terminent troisième au classement général. Ils quittent Citroën et s'engagent avec Toyota Gazoo Racing pour 2020.

### Toyota Gazoo Racing (2020-2021)
Pour la première fois en six ans, ils sont battus au Rallye Monte-Carlo, mais remportent leur première victoire avec la Toyota Yaris WRC au Mexique, début mars. Alors que la pandémie de COVID-19 éclate, l'épreuve est écourtée et le championnat entre dans une pause forcée de six mois. La saison reprend finalement avec de nouvelles épreuves au calendrier, et Ingrassia et Ogier remportent le Rallye de Monza clôturant cette saison écourtée. Ils décrochent ainsi leur septième titre mondial, avec un troisième constructeur différent.
L'équipage français se réengage pour une dernière année, cette fois plus complète, dont la première moitié va être très solide, avec quatre victoires en six rallyes et notamment une première visite couronnée de succès au Safari Rally.
Le 7 octobre, Julien Ingrassia annonce sa décision de mettre un terme à sa carrière de copilote à l'issue de la saison 2021 après 16 saisons aux côtés de Sébastien Ogier.
En novembre 2021, Ingrassia et Ogier remportent le Rallye de Monza concluant la saison et décrochent ainsi leur huitième titre mondial, leur deuxième avec Toyota Gazoo Racing.

## Reconversion comme consultant
Après avoir mis un terme à sa carrière de copilote en 2021, Julien Ingrassia rejoint l'équipe de Canal+ comme consultant au début de l'année 2023. En plus d'apporter son expertise aux commentaires des épreuves de la saison de WRC, il y anime une chronique intitulée L'œil de Julien Ingrassia.

## Distinctions
En 2014, Julien Ingrassia reçoit le prix Michael Park, du nom du copilote de Markko Märtin, décédé lors du Rallye de Grande-Bretagne 2005. Chaque année, ce trophée (à titre posthume) est décerné à un copilote pour ses performances, son attitude ou son implication en rallye.

## Palmarès
| Saison | Titre                                    | Voiture               |
| ------ | ---------------------------------------- | --------------------- |
| 2007   | Vainqueur de la coupe 206 (1)            | Peugeot 206           |
| 2008   | Champion du monde des rallyes junior (1) | Citroën C2 S1600      |
| 2013   | Champion du monde des rallyes (8)        | Volkswagen Polo R WRC |
| 2014   | Champion du monde des rallyes (8)        | Volkswagen Polo R WRC |
| 2015   | Champion du monde des rallyes (8)        | Volkswagen Polo R WRC |
| 2016   | Champion du monde des rallyes (8)        | Volkswagen Polo R WRC |
| 2017   | Champion du monde des rallyes (8)        | Ford Fiesta WRC       |
| 2018   | Champion du monde des rallyes (8)        | Ford Fiesta WRC       |
| 2020   | Champion du monde des rallyes (8)        | Toyota Yaris WRC      |
| 2021   | Champion du monde des rallyes (8)        | Toyota Yaris WRC      |

| #                        | Saison                   | Rallye                   | Pays                     | Voiture                  |
| Pilote : Sébastien Ogier | Pilote : Sébastien Ogier | Pilote : Sébastien Ogier | Pilote : Sébastien Ogier | Pilote : Sébastien Ogier |
| ------------------------ | ------------------------ | ------------------------ | ------------------------ | ------------------------ |
| 1                        | 2008                     | 22e Rallye du Mexique    | Mexique                  | Citroën C2 S1600         |
| 2                        | 2008                     | 26e Rallye de Jordanie   | Jordanie                 | Citroën C2 S1600         |
| 3                        | 2008                     | 27e Rallye d'Allemagne   | Allemagne                | Citroën C2 S1600         |

| #                        | Saison                   | Rallye                   | Pays                     | Voiture                  |
| Pilote : Sébastien Ogier | Pilote : Sébastien Ogier | Pilote : Sébastien Ogier | Pilote : Sébastien Ogier | Pilote : Sébastien Ogier |
| ------------------------ | ------------------------ | ------------------------ | ------------------------ | ------------------------ |
| 1                        | 2009                     | 77e Rallye Monte-Carlo   | Monaco                   | Peugeot 207 S2000        |

| #                        | Saison                   | Rallye                            | Pays                     | Voiture                  |
| Pilote : Sébastien Ogier | Pilote : Sébastien Ogier | Pilote : Sébastien Ogier          | Pilote : Sébastien Ogier | Pilote : Sébastien Ogier |
| ------------------------ | ------------------------ | --------------------------------- | ------------------------ | ------------------------ |
| 1                        | 2010                     | 44e Rallye du Portugal            | Portugal                 | Citroën C4 WRC           |
| 2                        | 2010                     | 09e Rallye du Japon               | Japon                    | Citroën C4 WRC           |
| 3                        | 2011                     | 45e Rallye du Portugal            | Portugal                 | Citroën DS3 WRC          |
| 4                        | 2011                     | 03e Rallye de Jordanie            | Jordanie                 | Citroën DS3 WRC          |
| 5                        | 2011                     | 57e Rallye de l'Acropole          | Grèce                    | Citroën DS3 WRC          |
| 6                        | 2011                     | 29e Rallye d'Allemagne            | Allemagne                | Citroën DS3 WRC          |
| 7                        | 2011                     | 02e Rallye d'Alsace               | France                   | Citroën DS3 WRC          |
| 8                        | 2013                     | 61e Rallye de Suède               | Suède                    | Volkswagen Polo R WRC    |
| 9                        | 2013                     | 27e Rallye du Mexique             | Mexique                  | Volkswagen Polo R WRC    |
| 10                       | 2013                     | 47e Rallye du Portugal            | Portugal                 | Volkswagen Polo R WRC    |
| 11                       | 2013                     | 10e Rallye de Sardaigne           | Italie                   | Volkswagen Polo R WRC    |
| 12                       | 2013                     | 63e Rallye de Finlande            | Finlande                 | Volkswagen Polo R WRC    |
| 13                       | 2013                     | 22e Rallye d'Australie            | Australie                | Volkswagen Polo R WRC    |
| 14                       | 2013                     | 04e Rallye d'Alsace               | France                   | Volkswagen Polo R WRC    |
| 15                       | 2013                     | 49e Rallye de Catalogne           | Espagne                  | Volkswagen Polo R WRC    |
| 16                       | 2013                     | 69e Rallye de Grande-Bretagne     | Royaume-Uni              | Volkswagen Polo R WRC    |
| 17                       | 2014                     | 82e Rallye automobile Monte-Carlo | Monaco                   | Volkswagen Polo R WRC    |
| 18                       | 2014                     | 28e Rallye du Mexique             | Mexique                  | Volkswagen Polo R WRC    |
| 19                       | 2014                     | 48e Rallye du Portugal            | Portugal                 | Volkswagen Polo R WRC    |
| 20                       | 2014                     | 11e Rallye de Sardaigne           | Italie                   | Volkswagen Polo R WRC    |
| 21                       | 2014                     | 11e Rallye de Pologne             | Pologne                  | Volkswagen Polo R WRC    |
| 22                       | 2014                     | 23e Rallye d'Australie            | Australie                | Volkswagen Polo R WRC    |
| 23                       | 2014                     | 50e Rallye de Catalogne           | Espagne                  | Volkswagen Polo R WRC    |
| 24                       | 2014                     | 70e Rallye de Grande-Bretagne     | Royaume-Uni              | Volkswagen Polo R WRC    |
| 25                       | 2015                     | 83e Rallye automobile Monte-Carlo | Monaco                   | Volkswagen Polo R WRC    |
| 26                       | 2015                     | 63e Rallye de Suède               | Suède                    | Volkswagen Polo R WRC    |
| 27                       | 2015                     | 29e Rallye du Mexique             | Mexique                  | Volkswagen Polo R WRC    |
| 28                       | 2015                     | 12e Rallye de Sardaigne           | Italie                   | Volkswagen Polo R WRC    |
| 29                       | 2015                     | 12e Rallye de Pologne             | Pologne                  | Volkswagen Polo R WRC    |
| 30                       | 2015                     | 33e Rallye d'Allemagne            | Allemagne                | Volkswagen Polo R WRC    |
| 31                       | 2015                     | 24e Rallye d'Australie            | Australie                | Volkswagen Polo R WRC    |
| 32                       | 2015                     | 71e Rallye de Grande-Bretagne     | Royaume-Uni              | Volkswagen Polo R WRC    |
| 33                       | 2016                     | 84e Rallye automobile Monte-Carlo | Monaco                   | Volkswagen Polo R WRC    |
| 34                       | 2016                     | 64e Rallye de Suède               | Suède                    | Volkswagen Polo R WRC    |
| 35                       | 2016                     | 34e Rallye d'Allemagne            | Allemagne                | Volkswagen Polo R WRC    |
| 36                       | 2016                     | 60e Tour de Corse                 | France                   | Volkswagen Polo R WRC    |
| 37                       | 2016                     | 52e Rallye de Catalogne           | Espagne                  | Volkswagen Polo R WRC    |
| 38                       | 2016                     | 72e Rallye de Grande-Bretagne     | Royaume-Uni              | Volkswagen Polo R WRC    |
| 39                       | 2017                     | 85e Rallye automobile Monte-Carlo | Monaco                   | Ford Fiesta WRC          |
| 40                       | 2017                     | 51e Rallye du Portugal            | Portugal                 | Ford Fiesta WRC          |
| 41                       | 2018                     | 86e Rallye automobile Monte-Carlo | Monaco                   | Ford Fiesta WRC          |
| 42                       | 2018                     | 32e Rallye du Mexique             | Mexique                  | Ford Fiesta WRC          |
| 43                       | 2018                     | 62e Tour de Corse                 | France                   | Ford Fiesta WRC          |
| 44                       | 2018                     | 74e Rallye de Grande-Bretagne     | Royaume-Uni              | Ford Fiesta WRC          |
| 45                       | 2019                     | 87e Rallye automobile Monte-Carlo | Monaco                   | Citroën C3 WRC           |
| 46                       | 2019                     | 33e Rallye du Mexique             | Mexique                  | Citroën C3 WRC           |
| 47                       | 2019                     | 12e Rallye de Turquie             | Turquie                  | Citroën C3 WRC           |
| 48                       | 2020                     | 34e Rallye du Mexique             | Mexique                  | Toyota Yaris WRC         |
| 49                       | 2020                     | 41e Rallye de Monza               | Italie                   | Toyota Yaris WRC         |
| 50                       | 2021                     | 89e Rallye automobile Monte-Carlo | Monaco                   | Toyota Yaris WRC         |
| 51                       | 2021                     | 45e Rallye de Croatie             | Croatie                  | Toyota Yaris WRC         |
| 52                       | 2021                     | 18e Rallye de Sardaigne           | Italie                   | Toyota Yaris WRC         |
| 53                       | 2021                     | 68e Rallye Safari                 | Kenya                    | Toyota Yaris WRC         |
| 54                       | 2021                     | 42e Rallye de Monza               | Italie                   | Toyota Yaris WRC         |

| 7 victoires                                                 | 6 victoires                                          | 5 victoires                                            | 4 victoires                                | 3 victoires                          | 2 victoires                        | 1 victoire                |
| ----------------------------------------------------------- | ---------------------------------------------------- | ------------------------------------------------------ | ------------------------------------------ | ------------------------------------ | ---------------------------------- | ------------------------- |
| Rallye Monte-Carlo 2014, 2015, 2016, 2017, 2018, 2019, 2021 | Rallye du Mexique 2013, 2014, 2015, 2018, 2019, 2020 | Rallye du Portugal 2010, 2011, 2013, 2014, 2017        | Rallye de Sardaigne 2013, 2014, 2015, 2021 | Rallye d'Allemagne 2011, 2015, 2016  | Rallye de France-Alsace 2011, 2013 | Rallye du Japon 2010      |
|                                                             |                                                      | Rallye de Grande-Bretagne 2013, 2014, 2015, 2016, 2018 |                                            | Rallye de Suède 2013, 2015, 2016     | Rallye de Pologne 2014, 2015       | Rallye de Jordanie 2011   |
|                                                             |                                                      |                                                        |                                            | Rallye d'Australie 2013, 2014, 2015  | Tour de Corse 2016, 2018           | Rallye de l'Acropole 2011 |
|                                                             |                                                      |                                                        |                                            | Rallye de Catalogne 2013, 2014, 2016 | Rallye de Monza 2020, 2021         | Rallye de Finlande 2013   |
|                                                             |                                                      |                                                        |                                            |                                      |                                    | Rallye de Turquie 2019    |
|                                                             |                                                      |                                                        |                                            |                                      |                                    | Rallye de Croatie 2021    |
|                                                             |                                                      |                                                        |                                            |                                      |                                    | Rallye Safari 2021        |

| #                        | Saison                   | Rallye                            | Pays                     | Voiture                  |
| Pilote : Sébastien Ogier | Pilote : Sébastien Ogier | Pilote : Sébastien Ogier          | Pilote : Sébastien Ogier | Pilote : Sébastien Ogier |
| ------------------------ | ------------------------ | --------------------------------- | ------------------------ | ------------------------ |
| 1                        | 2007                     | 06e Rallye Neige des Hautes-Alpes | France                   | Peugeot 206 XS           |
| 2                        | 2010                     | 26e Rallye della Lanterna (it)    | Italie                   | Citroën C4 WRC           |
| 3                        | 2011                     | 26e Rallye National Vosgien       | France                   | Citroën DS3 WRC          |

| Saison     | Equipe                   | Voiture               | Rallye | Rallye | Rallye | Rallye | Rallye | Rallye | Rallye | Rallye | Rallye | Rallye | Rallye | Rallye | Rallye | Rallye | Rallye | Points | Classement final           |
| ---------- | ------------------------ | --------------------- | ------ | ------ | ------ | ------ | ------ | ------ | ------ | ------ | ------ | ------ | ------ | ------ | ------ | ------ | ------ | ------ | -------------------------- |
| 2008       |                          |                       | MON    | SWE    | MEX    | ARG    | JOR    | ITA    | GRE    | TUR    | FIN    | GER    | NZL    | ESP    | FRA    | JPN    | GBR    | 1      | 21e                        |
| 2008       | Équipe de France FFSA    | Citroën C2 S1600      | -      | -      | 8e     | -      | 11e    | 22e    | -      | -      | -      | 19e    | -      | Ab.    | 20e    | -      | -      | 1      | 21e                        |
| 2008       | Sébastien Ogier          | Citroën C2 R2         | -      | -      | -      | -      | -      | -      | -      | -      | 35e    | -      | -      | -      | -      | -      | -      | 1      | 21e                        |
| 2008       | Équipe de France FFSA    | Citroën C4 WRC        | -      | -      | -      | -      | -      | -      | -      | -      | -      | -      | -      | -      | -      | -      | 26e    | 1      | 21e                        |
| Dont J-WRC | Équipe de France FFSA    | Citroën C2 S1600      | -      | -      | 1er    | -      | 1er    | 5e     | -      | -      | -      | 1er    | -      | Ab.    | 2e     | -      | -      | 42     | 1er (J-WRC)                |
|            |                          |                       |        |        |        |        |        |        |        |        |        |        |        |        |        |        |        |        |                            |
| 2009       |                          |                       | IRL    | NOR    | CYP    | POR    | ARG    | ITA    | GRE    | POL    | FIN    | AUS    | ESP    | GBR    |        |        |        | 24     | 8e                         |
| 2009       | Citroën Junior Team      | Citroën C4 WRC        | 6e     | 10e    | Ab.    | 17e    | 7e     | Ab.    | 2e     | Ab.    | 6e     | 5e     | 5e     | Ab.    |        |        |        | 24     | 8e                         |
|            |                          |                       |        |        |        |        |        |        |        |        |        |        |        |        |        |        |        |        |                            |
| 2010       |                          |                       | SWE    | MEX    | JOR    | TUR    | NZL    | POR    | BUL    | FIN    | GER    | JPN    | FRA    | ESP    | GBR    |        |        | 167    | 4e                         |
| 2010       | Citroën Junior Team      | Citroën C4 WRC        | 5e     | 3e     | 6e     | 4e     | 2e     | 1er    | 4e     | -      | 3e     | -      | 6e     | 10e    | -      |        |        | 167    | 4e                         |
| 2010       | Citroën Total WRT        | Citroën C4 WRC        | -      | -      | -      | -      | -      | -      | -      | 2e     | -      | 1er    | -      | -      | Ab.    |        |        | 167    | 4e                         |
|            |                          |                       |        |        |        |        |        |        |        |        |        |        |        |        |        |        |        |        |                            |
| 2011       |                          |                       | SWE    | MEX    | POR    | JOR    | ITA    | ARG    | GRE    | FIN    | GER    | AUS    | FRA    | ESP    | GBR    |        |        | 196    | 3e                         |
| 2011       | Citroën Total WRT        | Citroën DS3 WRC       | 4e     | Ab.    | 1er    | 1er    | 4e     | 3e     | 1er    | 3e     | 1er    | 11e    | 1er    | Ab.    | 11e    |        |        | 196    | 3e                         |
|            |                          |                       |        |        |        |        |        |        |        |        |        |        |        |        |        |        |        |        |                            |
| 2012       |                          |                       | MON    | SWE    | MEX    | POR    | ARG    | GRE    | NZL    | FIN    | GER    | GBR    | FRA    | ITA    | ESP    |        |        | 41     | 10e                        |
| 2012       | Volkswagen Motorsport    | Skoda Fabia S2000     | Ab.    | 11e    | 8e     | 7e     | 7e     | 7e     | -      | 10e    | 6e     | 12e    | 11e    | 5e     | Ab.    |        |        | 41     | 10e                        |
| Dont S2000 | Volkswagen Motorsport    | Skoda Fabia S2000     | Ab.    | 1er    | 1er    | 1er    | 1er    | 1er    | -      | 1er    | 1er    | 1er    | 1er    | 1er    | Ab.    |        |        | -      | Non inscrit au championnat |
|            |                          |                       |        |        |        |        |        |        |        |        |        |        |        |        |        |        |        |        |                            |
| 2013       |                          |                       | MON    | SWE    | MEX    | POR    | ARG    | GRE    | ITA    | FIN    | GER    | AUS    | FRA    | ESP    | GBR    |        |        | 290    | 1er                        |
| 2013       | Volkswagen Motorsport    | Volkswagen Polo R WRC | 2e     | 1er    | 1er    | 1er    | 2e     | 10e    | 1er    | 1er    | 17e    | 1er    | 1er    | 1er    | 1er    |        |        | 290    | 1er                        |
|            |                          |                       |        |        |        |        |        |        |        |        |        |        |        |        |        |        |        |        |                            |
| 2014       |                          |                       | MON    | SWE    | MEX    | POR    | ARG    | ITA    | POL    | FIN    | GER    | AUS    | FRA    | ESP    | GBR    |        |        | 267    | 1er                        |
| 2014       | Volkswagen Motorsport    | Volkswagen Polo R WRC | 1er    | 6e     | 1er    | 1er    | 2e     | 1er    | 1er    | 2e     | Ab.    | 1er    | 13e    | 1er    | 1er    |        |        | 267    | 1er                        |
|            |                          |                       |        |        |        |        |        |        |        |        |        |        |        |        |        |        |        |        |                            |
| 2015       |                          |                       | MON    | SWE    | MEX    | ARG    | POR    | ITA    | POL    | FIN    | GER    | AUS    | FRA    | ESP    | GBR    |        |        | 263    | 1er                        |
| 2015       | Volkswagen Motorsport    | Volkswagen Polo R WRC | 1er    | 1er    | 1er    | 17e    | 2e     | 1er    | 1er    | 2e     | 1er    | 1er    | 15e    | Ab.    | 1er    |        |        | 263    | 1er                        |
|            |                          |                       |        |        |        |        |        |        |        |        |        |        |        |        |        |        |        |        |                            |
| 2016       |                          |                       | MON    | SWE    | MEX    | ARG    | POR    | ITA    | POL    | FIN    | GER    | CHI    | FRA    | ESP    | GBR    | AUS    |        | 268    | 1er                        |
| 2016       | Volkswagen Motorsport    | Volkswagen Polo R WRC | 1er    | 1er    | 2e     | 2e     | 3e     | 3e     | 6e     | 24e    | 1er    | An.    | 1er    | 1er    | 1er    | 2e     |        | 268    | 1er                        |
|            |                          |                       |        |        |        |        |        |        |        |        |        |        |        |        |        |        |        |        |                            |
| 2017       |                          |                       | MON    | SWE    | MEX    | FRA    | ARG    | POR    | ITA    | POL    | FIN    | GER    | ESP    | GBR    | AUS    |        |        | 232    | 1er                        |
| 2017       | M-Sport World Rally Team | Ford Fiesta WRC       | 1er    | 3e     | 2e     | 2e     | 4e     | 1er    | 5e     | 3e     | Ab.    | 3e     | 2e     | 3e     | 4e     |        |        | 232    | 1er                        |
|            |                          |                       |        |        |        |        |        |        |        |        |        |        |        |        |        |        |        |        |                            |
| 2018       |                          |                       | MON    | SWE    | MEX    | FRA    | ARG    | POR    | ITA    | FIN    | GER    | TUR    | GBR    | ESP    | AUS    |        |        | 219    | 1er                        |
| 2018       | M-Sport World Rally Team | Ford Fiesta WRC       | 1er    | 11e    | 1er    | 1er    | 4e     | Ab.    | 2e     | 5e     | 4e     | 10e    | 1er    | 2e     | 5e     |        |        | 219    | 1er                        |
|            |                          |                       |        |        |        |        |        |        |        |        |        |        |        |        |        |        |        |        |                            |
| 2019       |                          |                       | MON    | SWE    | MEX    | FRA    | ARG    | CHI    | POR    | ITA    | FIN    | GER    | TUR    | GBR    | ESP    | AUS    |        | 217    | 3e                         |
| 2019       | Citroën Racing           | Citroën C3 WRC        | 1er    | 29e    | 1er    | 2e     | 3e     | 2e     | 3e     | 41e    | 5e     | 7e     | 1er    | 3e     | 8e     | An.    |        | 217    | 3e                         |
|            |                          |                       |        |        |        |        |        |        |        |        |        |        |        |        |        |        |        |        |                            |
| 2020       |                          |                       | MON    | SWE    | MEX    | EST    | TUR    | ITA    | ITA    |        |        |        |        |        |        |        |        | 122    | 1er                        |
| 2020       | Toyota Gazoo Racing      | Toyota Yaris WRC      | 2e     | 4e     | 1er    | 3e     | Ab.    | 3e     | 1er    |        |        |        |        |        |        |        |        | 122    | 1er                        |
|            |                          |                       |        |        |        |        |        |        |        |        |        |        |        |        |        |        |        |        |                            |
| 2021       |                          |                       | MON    | FIN    | CRO    | POR    | ITA    | KEN    | EST    | BEL    | GRE    | FIN    | ESP    | MZN    |        |        |        | 230    | 1er                        |
| 2021       | Toyota Gazoo Racing      | Toyota Yaris WRC      | 1er    | 20e    | 1er    | 3e     | 1er    | 1er    | 4e     | 5e     | 3e     | 5e     | 4e     | 1er    |        |        |        | 230    | 1er                        |

| Saison | Équipe                   | Départs | Victoires | Podiums | Scratchs | Abandons | Points | Classement final |
| ------ | ------------------------ | ------- | --------- | ------- | -------- | -------- | ------ | ---------------- |
| 2008   | Privé                    | 8       | 0         | 0       | 1        | 1        | 1      | 21e              |
| 2009   | Citroën Junior Team      | 12      | 0         | 1       | 13 **    | 4        | 24     | 8e               |
| 2010   | Citroën Junior Team      | 10      | 1         | 4       | 27 *     | 0        | 124    | 4e               |
| 2010   | Citroën Total WRT        | 3       | 1         | 2       | 10       | 1        | 43     | 4e               |
| 2011   | Citroën Total WRT        | 13      | 5         | 7       | 56 **    | 2        | 196    | 3e               |
| 2012   | Volkswagen Motorsport    | 12      | 0         | 0       | 1        | 2        | 41     | 10e              |
| 2013   | Volkswagen Motorsport    | 13      | 9         | 11      | 110 *    | 0        | 290    | 1er              |
| 2014   | Volkswagen Motorsport    | 13      | 8         | 10      | 94       | 1        | 267    | 1er              |
| 2015   | Volkswagen Motorsport    | 13      | 8         | 10      | 95 **    | 1        | 263    | 1er              |
| 2016   | Volkswagen Motorsport    | 13      | 6         | 11      | 72 ***** | 0        | 268    | 1er              |
| 2017   | M-Sport World Rally Team | 13      | 2         | 9       | 22       | 1        | 232    | 1er              |
| 2018   | M-Sport World Rally Team | 13      | 4         | 6       | 38       | 1        | 219    | 1er              |
| 2019   | Citroën Racing           | 13      | 3         | 8       | 24*      | 0        | 217    | 3e               |
| 2020   | Toyota Gazoo Racing      | 7       | 2         | 5       | 25*      | 1        | 122    | 1er              |
| 2021   | Toyota Gazoo Racing      | 12      | 5         | 7       | 43*****  | 0        | 230    | 1er              |
| Total  | Total                    | 168     | 54        | 91      | 631      | 15       | 2537   | —                |

| 2009 |                   | MON | BRA | KEN | POR | BEL | RUS | POR | CZE | ESP | ITA | JPN | GBR | —   | 10 | 8e         |  |  |
| 2009 | Peugeot 207 S2000 | 1er | -   | -   | -   | -   | -   | -   | -   | -   | -   | An. | -   | —   | 10 | 8e         |  |  |
|      |                   |     |     |     |     |     |     |     |     |     |     |     |     |     |    |            |  |  |
| 2010 |                   | MON | BRA | ARG | ESP | ITA | BEL | POR | POR | CZE | ESP | ITA | GBR | CYP | 0  | Pas classé |  |  |
| 2010 | Peugeot 207 S2000 | Ab. | -   | -   | -   | Ab. | -   | -   | -   | -   | An. | -   | -   | -   | 0  | Pas classé |  |  |